# Famille Hoffman
Cette page explique l’histoire ou répertorie les différents membres de la famille Hoffman.
 (juillet 2024).
Si vous disposez d'ouvrages ou d'articles de référence ou si vous connaissez des sites web de qualité traitant du thème abordé ici, merci de compléter l'article en donnant les références utiles à sa vérifiabilité et en les liant à la section « Notes et références ».
La famille Hoffman est une importante et ancienne famille américaine, originaire du royaume de Suède, qui s'est distingué par les fonctions politiques, financière et juridiques occupées par ses membres.
Elle a été illustrée par John Hoffman (1828-1888), gouverneur de l'État de New York.

## Histoire
Martin Hoffman, l'ancêtre immigré de la famille Hoffman, est l'un des premiers colons qui arrive en Nouvelle-Néerlande (aujourd'hui État de New York) en 1657.
La famille Hoffman s'est installée dans l'État de New York, dans le comté de Dutchess.
Les membres de la famille ont généralement été affiliés au Parti démocrate.